# Cézembre
Cézembre (bret. Sezambr) – przybrzeżna wyspa położona w Bretanii (Francja), w zatoce Saint-Malo, w departamencie Ille-et-Vilaine. Powierzchnia 18 ha, nie jest zamieszkana, z wyjątkiem hotelu-restauracji otwartego w sezonie letnim. Administracyjnie należy do gminy Saint-Malo.
Cézembre jest największą z wysp w zatoce Saint-Malo. Znajduje się w odległości 3,5 km od Saint-Enogat, a 4 km od Saint-Malo. Wyspa ma długość 700 m, a szeroka jest na 250 metrów. Powierzchnia wyspy jest wyżyną, przeciętą rozpadliną, z najwyższym punktem wysokim na 38 m (bez nazwy). Wybrzeże jest urwiste i skaliste, tylko na południu znajduje się piaszczysta plaża.

## Historia
Nazwa wyspy pochodzi od celtyckiego słowa segisama, co oznacza najwyższy punkt. Aż do XV wieku wyspa była połączona z lądem piaszczystą, okresowo zalewaną łachą, co ułatwiało jej zasiedlanie już w okresie neolitu. We wczesnym średniowieczu wyspę zamieszkiwali chrześcijańscy eremici. Według tradycji św. Maklowiusz zamieszkał ok. 538 r. na wyspie w pustelni św. Aarona. W 1468 r. na wyspie powstał klasztor franciszkański, spalony w 1693 r. W tym samym roku na wyspie zbudowano twierdzę, która funkcjonowała do końca II wojny światowej, kiedy umocnienia wojskowe zostały zniszczone przez bombardowanie.